# 北大東中継局
北大東中継局（きただいとうちゅうけいきょく）は、沖縄県島尻郡北大東村（北大東島）中野にある地上波テレビジョン放送の中継局である。
沖縄県大東地域は、1984年にNHKの衛星放送が試験放送を開始したのに合わせ、南大東島に中継局が設けられ、これを地元放送局の代わりとして域内で視聴していた。
その14年後、小笠原諸島向けの通信衛星回線を利用した放送波送信に相乗りする形で、県内の放送系統に対応した地上波の放送を送信するために開局したのがこの中継局である。テレビジョン放送の完全デジタル化に伴う1年余りの休止期間を経て、送信波がそのままデジタルに変わるという珍しいケースとなった。
なお、ラジオについては南大東中継局がカバーしている。

## 放送区域
- 北大東島（港地区の一部は南大東中継局のエリア）

## 放送波の送受信

### デジタル放送
沖縄本島から海底光ケーブルで送られてくる信号を南大東中継局で受信し、そこから放送波中継によって再送信。

### アナログ放送
東京タワーからの放送波をテレコムセンター（東京都江東区）で受信。ここから通信衛星経由により南大東中継局で受信してUHFに変換、以後はデジタル同様に放送波中継で伝送。

## 沿革
- 1998年4月1日 - 開局。1996年に通信衛星を使用して開始された、小笠原諸島向け中継波を利用していたため、NHK・民放とも沖縄の放送局ではなく東京（関東広域圏）の番組が放送されていた。民放は東京キー局のうち、沖縄に系列局のある放送局を中継していた。
- 2010年6月30日 - テレビ放送の完全デジタル化に伴う措置として、在京局の放送をBSによるセーフティネット放送に移行し、在京局の再送信中継局を廃止したため、一旦当局の運用を中断。送信所の統廃合を除けば、事実上全国初のアナログ停波。
- 2011年7月22日 - 在沖4社5系統による地上デジタル放送中継局の開局により、ほぼ1年余りで再開した。これによりセーフティネット放送の対象から外れ、ようやく地元テレビ局を視聴出来るようになった。

## テレビジョン放送送信設備

### デジタルテレビ
開局日：2011年7月22日
| リモコンキーID | 放送局名          | 物理チャンネル | 空中線電力 | ERP  | 放送対象地域 | 放送区域内世帯数 |
| -------------- | ----------------- | -------------- | ---------- | ---- | ------------ | ---------------- |
| 1              | NHK沖縄総合       | 42             | 3W         | 8.9W | 沖縄県       | 240世帯          |
| 2              | NHK沖縄教育       | 40             | 3W         | 8.9W | 全国         | 240世帯          |
| 3              | RBC琉球放送       | 44             | 3W         | 8.9W | 沖縄県       | 240世帯          |
| 5              | QAB琉球朝日放送   | 48             | 3W         | 8.9W | 沖縄県       | 240世帯          |
| 8              | OTV沖縄テレビ放送 | 46             | 3W         | 8.9W | 沖縄県       | 240世帯          |

- 2011年6月15日に南大東中継局と同時に予備免許が、7月20日に本免許が、それぞれ交付された。
- 放送エリアは北大東村の大半。なお、港地区の一部は南大東中継局のエリアとなる。
- 参考1：沖縄県における地上デジタル放送推進に向けた取組強化（第3次・参考リンク）
- 参考2：地上デジタルテレビジョン放送局（南大東・北大東中継局）に免許-沖縄県内の地上デジタルテレビジョン放送網が完成-
- デジタル放送の出力はアナログ放送に換算すると30Wとなるため、実質的な増力となった。また割当チャンネルは、全局かつてのアナログ放送で使用していたものをそのまま引き継ぐ形となった。これはリパック作業（「アナ・アナ変換」や「デジ・デジ変換」）を実施したケースを別とした場合を除けば全国でも唯一であり、アナログ放送の先行終了を行ったことで実現できたものである。

### アナログテレビ
- 開局日：1998年4月1日
- 放送最終日：2010年6月30日

| チャンネル | 放送局名           | 空中線電力       | ERP              | 放送対象地域 | 緊急時対応地元局  |
| ---------- | ------------------ | ---------------- | ---------------- | ------------ | ----------------- |
| 40         | NHK東京教育        | 映像10W/音声2.5W | 映像29W/音声7.3W | 全国         | NHK沖縄放送局     |
| 42         | NHK東京総合        | 映像10W/音声2.5W | 映像29W/音声7.3W | 関東広域圏   | NHK沖縄放送局     |
| 44         | TBSテレビ          | 映像10W/音声2.5W | 映像29W/音声7.3W | 関東広域圏   | RBC琉球放送       |
| 46         | CXフジテレビジョン | 映像10W/音声2.5W | 映像29W/音声7.3W | 関東広域圏   | OTV沖縄テレビ放送 |
| 48         | EXテレビ朝日       | 映像10W/音声2.5W | 映像29W/音声7.3W | 関東広域圏   | QAB琉球朝日放送   |

- 通信衛星から受信した信号を地上波（UHF）に変換して放送。
- 本島などで系列局がない日本テレビ放送網（NTV）とテレビ東京（TX）は、アナログ終了まで対象外だった。
- 沖縄の地元局からは、ローカルニュースや気象情報（特に台風情報）などが、電話回線を通じて字幕（台風情報の場合は画像も）表示された。
- 放送区域は北大東村。